# Juignac
Juignac (okzitanisch: gleichlautend) ist ein Ort und eine Gemeinde mit 392 Einwohnern (Stand 1. Januar 2022) im westfranzösischen Département Charente in der Region Nouvelle-Aquitaine. Die Gemeinde besteht aus mehreren Weilern (hameaux) und Einzelgehöften.

## Lage
Der Ort Juignac liegt in der alten Kulturlandschaft des Angoumois, einem Teil der Charente, in einer Höhe von rund 150 m ü. d. M. und ist etwa 36 km (Fahrtstrecke) in südlicher Richtung von der Stadt Angoulême entfernt.

## Bevölkerungsentwicklung
| Jahr      | 1800 | 1851 | 1901 | 1954 | 1999 | 2013 |
| Einwohner | 1100 | 1177 | 801  | 569  | 498  | 394  |

Der kontinuierliche Bevölkerungsrückgang seit dem ausgehenden 19. Jahrhundert ist in der Hauptsache auf den Verlust an Arbeitsplätzen infolge der Reblauskrise und der zunehmenden Mechanisierung der Landwirtschaft zurückzuführen.

## Wirtschaft
Lebten die Bewohner des Ortes jahrhundertelang als Selbstversorger von den Erträgen ihrer Felder und Gärten, so wurde im ausgehenden Mittelalter und in der frühen Neuzeit der Weinbau vorangetrieben, der jedoch – nach der Reblauskrise im ausgehenden 19. und beginnenden 20. Jahrhundert – das alte Mengenniveau nie wieder erreicht hat. Eine nicht unbedeutende Rolle für das Wirtschaftsleben der Gemeinde spielt auch der Tourismus in Form der Vermietung von Ferienwohnungen (gîtes).

## Geschichte
Im Mittelalter lag der Ort an einer Nebenstrecke der Jakobswegs (Via Turonensis); die Kirche des Ortes gehörte zu einem Priorat, um das herum sich der Ort entwickelte.

## Sehenswürdigkeiten

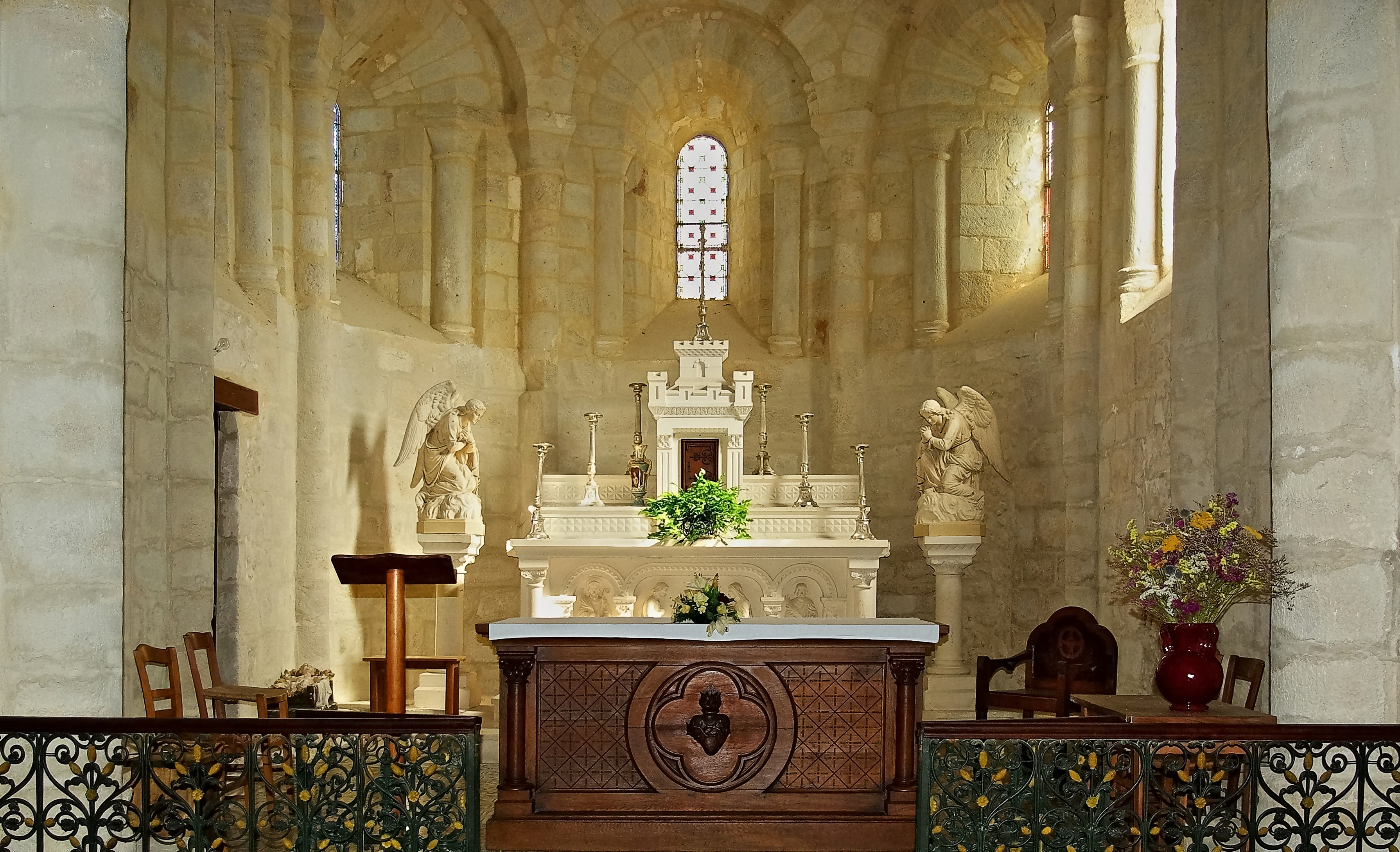
Apsis der Kirche Saint-Nazaire

- Die ehemalige Prioratskirche und heutige Pfarrkirche Saint-Nazaire entstand im 12. Jahrhundert und ist aus gut behauenen Steinen gefügt; mehrfache Umbauten veränderten jedoch ihr äußeres Erscheinungsbild. Hervorzuheben ist die durch vorgestellte Halbsäulen mit aufruhenden Arkadenbögen gegliederte Apsis, deren gelaibte Fenster mit eingestellten Säulen für eine weitere Auflockerung der Wand und des Raumes sorgen. Die Apsiskalotte ist hingegen vollkommen ungegliedert und dekorlos. Der heutige Altar und die beiden seitlich knienden Engelsfiguren sind Werke des 19. Jahrhunderts.

außerhalb
- Circa einen Kilometer nordöstlich des Ortes befindet sich das im Jahr 1957 von Nonnen aus Saint-Jean-d’Angély gegründete Benediktinerinnenkloster der Abbaye Sainte-Marie de Maumont. Es befindet sich in den aufgegebenen Gebäuden des ehemaligen Château de Maumont, wurde jedoch in den Folgejahren durch Anbauten enorm erweitert. Die Abteigebäude dienen teilweise als Altersheim; darüber hinaus beherbergen die Nonnen Gäste und stellen liturgische Gewänder her.